# Pollimyrus tumifrons
Pollimyrus tumifrons és una espècie de peix de nas d'elefant de la família Mormyridae present en diverses conques hidrogràfiques a l'Àfrica, entre elles el Pool Malebo i els sectors baixos i centrals del riu Congo, particularment en afluents del Sangha i el Mweru-Luapula-Bangweulu. És nativa de la República Democràtica del Congo, Angola, la regió del Congo i la República Centreafricana. Pot arribar a una grandària aproximada de 11,2 cm.
Respecte a l'estat de conservació, es pot indicar que d'acord amb la UICN, aquesta espècie pot catalogar-se en la categoria «Risc mínim (LC)».